# 馬屎埔村
馬屎埔村，位於香港新界粉嶺北新發展區東部，是一條已清拆的非原居民村落，鄰近梧桐河，並毗鄰聯和墟。附近的綠悠軒和帝庭軒原本也屬於馬屎埔村。

## 歷史
馬屎埔高峰期有七百多戶，開始清拆前只剩下一百多戶；從1996年開始，村內約八成土地都被恒基兆業地產收購。
因應新界東北發展計劃展開，馬屎埔村南部於2016年率先由恒地申請原址換地，重建為私人屋苑One Innovale。及後，剩餘土地當中大部分於2019年被政府收回，以興建鳳凰嶺邨、中小學各一所及粉嶺繞道。
至2024年，政府宣佈將收回餘下的馬屎埔村用地，有關居民須於2025年初遷出；此時村內僅餘下10戶。該等用地日後將興建居屋，以及興建北環綫相關物業發展項目。

## 交通
粉嶺火車站A2出口，乘小巴52A/54A/56A於帝庭軒小巴站落車，步行數分鐘到達。

## 外部連結
- 明報：通識導賞﹕馬屎埔 推土機前的溫柔控訴 （页面存档备份，存于）（2012年3月11日）
- 馬寶寶社區農場 （页面存档备份，存于）
- 馬屎埔的最後紀錄 （页面存档备份，存于）